# 布雷亞扎鄉 (穆列什縣)
46°46′N 24°38′E / 46.77°N 24.63°E
布雷亞扎鄉（羅馬尼亞語：Comuna Breaza, Mureș），是羅馬尼亞的鄉份，位於該國中部，由穆列什縣負責管轄，面積41平方公里，海拔高度430米，2007年人口2,542，人口密度每平方公里61人。